# Орельєн Нгейтала
Орельє́н Нгейта́ла Ло́ла (29 травня 1994, Еврі, Франція) — конголезький футболіст з французьким паспортом, півзахисник болгарської «Вереї».

## Життєпис
Орельєн Нгейтала народився у французькому містечку Еврі. Вихованець футбольного клубу «Сошо». Протягом 2011—2012 років викликався до юнацьких збірних ДР Конго різних віків.
Після нетривалих виступів у аматорському чемпіонаті Франції за резервний склад рідного клубу, вирушив до Болгарії, де пробував свої сили у «Ботєві». Не підійшовши пловдивському клубу, уклав контракт з бургаським «Чорноморцем», кольори якого захищав протягом другої половини сезону 2012/13.
2013 року повернувся до Франції, де грав за «Ам'єн Б» та «Еврі», після чого відправився до Словаччини, виступаючи у клубах «Сенець» та «Нітра».
20 липня 2018 року став футболістом київського «Арсеналу», за який до кінця року зіграв 15 матчів у Прем'єр-лізі, забивши один гол. 14 березня 2019 року підписав контракт з болгарською «Вереєю».

## Досягнення
- Срібний призер другої ліги чемпіонату Словаччини (1): 2016/17